# Léua
Léua é uma cidade e município da província do Moxico, em Angola.
A sede municipal localiza-se 62 km a leste da capital provincial, Luena. O município tem 2 899 km² e cerca de 30 mil habitantes. É limitado a norte pelo município de Camanongue, a leste pelo município do Cameia, a sul pelo município de Lucusse e oeste pelo município de Luena.
O município é constituído pela comuna-sede, correspondente à cidade de Léua, e pela comuna de Liangongo.